# Hrnčířův jasan
Hrnčířův jasan je památný strom – jasan ztepilý nalézající se v obci Žabokrky (město Hronov) ve stráni naproti železniční zastávce Hronov – zastávka pod statkem čp. 4. Památným stromem byl vyhlášen v roce 1981 pro svůj vzrůst.
- číslo seznamu: 605012.1/1
- obvod kmene 510 cm
- výška: 27 m